# Дуб Довженка

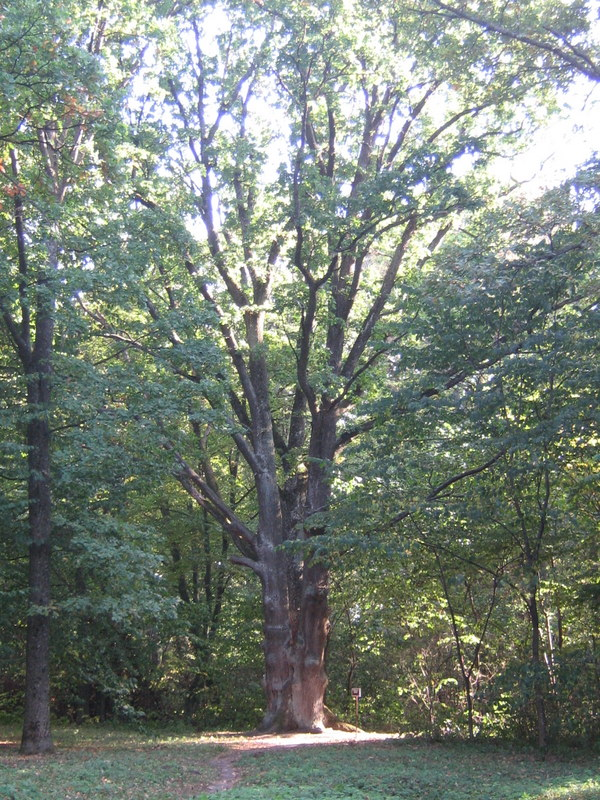

Дуб Довже́нка. Обхват понад 4 м. Висота більше 25 м. Вік понад 300 років. Зростає в національному історико-культурному заповіднику «Качанівка» (Ічнянський район, Чернігівська область). 
Названий на честь відомого кінорежисера Олександра Довженка. Дерево необхідно заповісти.

## Ресурси Інтернету
- Фотогалерея самых старых и выдающихся деревьев Украины  [Архівовано 8 квітня 2014 у Wayback Machine.]

## Виноски
1. 1 2   Шнайдер С. Л., Борейко В. Е., Стеценко Н. Ф. 500 выдающихся деревьев Украины. — К.: КЭКЦ, 2011. — 203 с.